# Zapotal 2da. Sección, Tabasco
Zapotal 2da. Sección är en ort i Mexiko.   Den ligger i kommunen Jonuta och delstaten Tabasco, i den sydöstra delen av landet, 800 km öster om huvudstaden Mexico City. Zapotal 2da. Sección ligger 9 meter över havet och antalet invånare är 349.
Terrängen runt Zapotal 2da. Sección är mycket platt. Runt Zapotal 2da. Sección är det glesbefolkat, med 20 invånare per kvadratkilometer. Närmaste större samhälle är Jonuta, 12,2 km norr om Zapotal 2da. Sección. Omgivningarna runt Zapotal 2da. Sección är en mosaik av jordbruksmark och naturlig växtlighet.